# 埃諾斯 (伊利諾伊州)
埃諾斯（英語：Enos）是位於美國伊利諾伊州馬庫平縣的一個非建制地區。該地的面積和人口皆未知。

## 地理
埃諾斯的座標為39°18′04″N 90°00′27″W / 39.30111°N 90.00750°W，而該地的平均海拔高度為187米（即614英尺）。